# Wallnergraben
Der Wallnergraben ist ein Bach im 13. Wiener Gemeindebezirk Hietzing. Er ist ein Zubringer des Rotwassergrabens.

## Verlauf
Der Wallnergraben verläuft durch das Naturschutzgebiet Lainzer Tiergarten. Er entspringt am Nordhang des Kaltbründlbergs, von wo aus er Richtung Norden fließt, und mündet vor der Pulverstampfstraße in den Rotwassergraben. Der Wallnergraben zählt neben dem Glasgraben und historisch dem Mooswiesengraben zu den wichtigen Zubringern des Rotwassergrabens.

## Ökologie
Der Bach dient als Laichgewässer für Gelbbauchunken (Bombina variegata) und Grasfrösche (Rana temporaria).